# Kid vs. Kat
 (décembre 2020).
Si vous disposez d'ouvrages ou d'articles de référence ou si vous connaissez des sites web de qualité traitant du thème abordé ici, merci de compléter l'article en donnant les références utiles à sa vérifiabilité et en les liant à la section « Notes et références ».
Kid vs. Kat ou Le Diabolique Monsieur Kat au Québec est une série d'animation canadienne  en 52 épisodes de 22 minutes créée par Rob Boutilier, produite par Studio B Productions, et diffusée entre le 25 octobre 2008 et le 4 juin 2011 sur la chaîne YTV. En France, elle a été diffusée à partir du 24 août 2009 sur Disney XD[réf. nécessaire].

## Synopsis
Coop joue à la balle dans son jardin avec son père et sa petite sœur Millie, lorsque celle-ci envoie la balle droit dans la forêt. Coop doit alors la chercher et rencontre un étrange chat violet. Coop part en courant raconter ce qu'il a vu et Millie tient absolument à garder le chat bizarre. Coop veut découvrir le secret de Kat, le chat de l'espace qui veut se débarrasser de lui, mais Kat profite du fait que c'est un chat pour que les proches de Coop ne se doutent de rien. Kat se chargera donc de le faire tourner en bourrique. Le seul à croire Coop est son meilleur ami Dennis, qui l'aide souvent à combattre Kat ; ils sont rejoints plus tard par Fiona, l'amoureuse de Coop, dans la deuxième saison. La série se déroule dans la ville fictive de Bootsville, en Vancouver, Colombie-Britannique.

## Personnages
- Coop (VFB : Mélanie Dambermont)
- Millie (VFB : Jennifer Baré)
- Le père de Coop dit Burt (VFB : Franck Dacquin)
- La vieille femme Manson (VFB : Francine Laffineuse)
- Dennis (VFB : Lalie Belasri)
- Phoebe (VFB : Alexandra Corréa)
- Fiona Munson

## Épisodes

### Saison 1 (2008-2009)
| Numéro de production | Titre français                 | Titre original                 | Date de diffusion |
| -------------------- | ------------------------------ | ------------------------------ | ----------------- |
| 1                    | Que la partie commence         | Let the Games Begin            | 25 octobre 2008   |
| 2                    | La nuit du chat zombie         | Night of the Zombie Kat        | 25 octobre 2008   |
| 3                    | Attention, propriété piégée!   | Trespassers Will Be Persecuted | 30 décembre 2008  |
| 4                    | Miaou miaou                    | Me-Oh-Me-Oh Meow               | 30 décembre 2008  |
| 5                    | Sauvons notre cabane           | Do Not Fort Sake Me            | 28 février 2009   |
| 6                    | Concours de cookies            | Cookie D’Uh                    | 28 février 2009   |
| 7                    | Kat chez le vétérinaire        | Nip/Duck                       | 7 mars 2009       |
| 8                    | La voleuse de jouets           | Search and De-Toy              | 7 mars 2009       |
| 9                    | Un sacré rhume                 | Flu the Coop                   | 14 mars 2009      |
| 10                   | Tour de magie                  | Class Act                      | 14 mars 2009      |
| 11                   | Sous hypnose                   | Hypnokat                       | 21 mars 2009      |
| 12                   | L’allergie                     | The Allergy                    | 21 mars 2009      |
| 13                   | Pot de colle                   | Just Me and Glue               | 28 mars 2009      |
| 14                   | Le concours animalier          | You'll Be Show Sorry           | 28 mars 2009      |
| 15                   | Le contrôle de sciences        | How the Test Was Won           | 4 avril 2009      |
| 16                   | Kat le manipulateur            | I'm Okay, You're a Kat         | 4 avril 2009      |
| 17                   | Coop se transforme             | Beware the Were-Coop           | 10 octobre 2009   |
| 18                   | Halloween                      | Trick or Threat                | 10 octobre 2009   |
| 19                   | SOS Baby-sitter                | Dial "B" For Babysitter        | 11 avril 2009     |
| 20                   | Mission nains et jardins       | The Grass is Always Meaner     | 11 avril 2009     |
| 21                   | Une famille unie               | One Big, Happy Family          | 18 avril 2009     |
| 22                   | Drôle de campeurs              | Happy Campers                  | 18 avril 2009     |
| 23                   | Le vaisseau spatial            | U.F. Float                     | 25 avril 2009     |
| 24                   | Le château de glace            | Play N'Ice                     | 25 avril 2009     |
| 25                   | La boutique des horreurs       | House of Scream                | 2 mai 2009        |
| 26                   | Plantes carnivores             | Planter's Warp                 | 2 mai 2009        |
| 27                   | Une visite au musée d’histoire | Curse of Tutankitty's Tomb     | 9 mai 2009        |
| 28                   | Chat Gabond                    | Pet Peeved                     | 9 mai 2009        |
| 29                   | Trop statique                  | Don't Give Me No Static        | 16 mai 2009       |
| 30                   | Tempête sur le Match           | Storm Drained                  | 16 mai 2009       |
| 31                   | Le supermarché                 | Fishy Frisky Business          | 30 mai 2009       |
| 32                   | Golf vs Kat                    | Teed Off                       | 30 mai 2009       |
| 33                   | Noël en famille                | Kid vs. Kat vs. Christmas      | 30 novembre 2009  |
| 34                   | Noël en famille                | Kid vs. Kat vs. Christmas      | 30 novembre 2009  |
| 35                   | Le monstre du hibou            | Something Fishy In Owl Lake    | 6 juin 2009       |
| 36                   | La mauvaise éducation          | Dire Education                 | 6 juin 2009       |
| 37                   | Au tapis                       | Crouching Cooper, Hidden Kat   | 13 juin 2009      |
| 38                   | Poisson d’avril                | Tom-Kat Foolery                | 13 juin 2009      |
| 39                   | Un chien dans la maison        | In Dog We Trust                | 20 juin 2009      |
| 40                   | La luge de l’extrême           | Catch My Drift                 | 20 juin 2009      |
| 41                   | Une nuit agitée                | Suddenly Last Slammer          | 27 juin 2009      |
| 42                   | Disparition                    | The Kitty Vanishes             | 27 juin 2009      |
| 43                   | Kat le mauvais joueur          | Capture the Kat                | 11 juillet 2009   |
| 44                   | Le monstre de technologie      | Outer Space Case               | 11 juillet 2009   |
| 45                   | Invasion de moustiques         | Buzz Off!                      | 18 juillet 2009   |
| 46                   | A la diète                     | Kat Kat                        | 18 juillet 2009   |
| 47                   | Le chuchoteur de Bootsville    | Kat Whisperer                  | 25 juillet 2009   |
| 48                   | Le roi du ballon               | Bend It Like Burtonburger      | 25 juillet 2009   |
| 49                   | Une déclaration en chanson     | Stall That Jazz                | 31 juillet 2009   |
| 50                   | Lancement de fusées            | Under Destruction              | 31 juillet 2009   |
| 51                   | Une oreille douloureuse        | Hack Kattack                   | 17 octobre 2009   |
| 52                   | Les grands travaux             | It's a Rocket, Man             | 17 octobre 2009   |

### Deuxième saison (2010-2011)
1. Le coup de cœur de Coop / Ça gratte ! (Something About Fiona / Tickled Pink)
2. Une puce d'oreille / Dennis contre Kat (Flea Brains / Menace the Dennis)
3. Monsieur Rongeur / Les moissons de la colère (Cheeks of Evil / Reap it and Weep)
4. Blasteroid Blues / Fait comme un rat (Blasteroid Blues / Rat-a-Phooey)
5. Rendez-vous à la décharge / L'invasion des extraterrestres (Trash Talking / Over the Radar)
6. Les bonnes actions / La litière déferlante (Nuff Said / Rhymes With Coop)
7. Chaleur menaçante / La vie en vert (Bringin' the Heat / The Three Aarghs)
8. Voyage dans le temps, première partie / Voyage dans le temps, deuxième partie (Kat to the Future Parts 1 & 2)
9. Tous à l'égout / Affaires de famille (Down the Drain / 9 to 5 to Oblivion)
10. Comme chien et chat / Le robot garde du corps (When Bad Dogs Go Big / The Bottyguard)
11. Le rebelle aux petites griffes / Les robots destructeurs (Rebel with a Claw / Swap Wrecked)
12. Des vacances peu reposantes / Revenons à nos moutons (Hit the Road / Never Cry Sheep)
13. Le majordome / L'invisible Kat (Kickin Butler / You Kat See Me)
14. Dans la peau de Kat / Le trésor de la Sierra Manson (Board Kat / The Treasure of Sierra Munson)
15. Les fauteuils à bascule / Recettes de croquettes (Keep on Rockin' / It's in the Bag)
16. La révolte des nains de jardin / Les aventures de Mademoiselle Manson (King of the Pipsqueaks / Down the Creek)
17. Le rongeur malchanceux / Les enfants s'envolent (Turn the Other Cheeks / Birthday Bashed)
18. Les vœux de Millie / Coop et Kat contre M. Rongeur (Mind Games / Strange Kat on a Train)
19. La mémoire s'efface / Le monstre crève l'écran (Fangs for the Memories / Drive-In Me Crazy)
20. Les boules de poils / La journée du hot-dog (Hair Brains / Hot Dog Day)
21. Chaussures à grande vitesse / L'homme des cavernes (Amazing Feet of Strength / Me Coop, You Kat)
22. Vanille ou chocolat ? / Superstition et porte-bonheur (You Scream, I Scream / Good Luck Harm)
23. Le protecteur des animaux / La zizanie (Bootsville's Most Wanted / Kat of Diamonds)
24. Coop d'état / Taille réduite (Coop D'Etat / The Incredible Shrinking Coop)
25. Le manoir hanté / Tout est dans sa tête (Who's Haunting Who? / It's All in Your Head)
26. Le retour de Kat (Première partie) / Le retour de Kat (Deuxième partie) (The Kat Went Back Parts 1 & 2)